# 政田駅
政田駅（まさだえき）は岐阜県本巣市にあった名古屋鉄道揖斐線の駅。

## 歴史
揖斐線の前身である美濃電気軌道によって1926年（大正15年）に開業した駅である。戦後の1962年（昭和37年）には駅舎が改築、その10年後には無人駅となっている。揖斐線は2005年（平成17年）に全線が廃止され、これに伴い当駅も廃駅となった。
- 1926年（大正15年）4月6日 - 美濃電気軌道北方線の北方町駅（のちの美濃北方駅） - 黒野駅間の開業と同時に開設[2][3]。
- 1930年（昭和5年）8月20日 - 美濃電気軌道が名古屋鉄道（初代。同年中に名岐鉄道に改称し、1935年より名古屋鉄道に再改称）に合併。同社の揖斐線の駅となる[3]。
- 1962年（昭和37年）8月10日 - 新駅舎完成[3]。
- 1972年（昭和47年）11月1日 - 無人化[4]（同年10月21日の単線自動化によるもの）。
- 2005年（平成17年）4月1日 - 揖斐線の忠節駅 - 黒野駅間が営業廃止。廃駅[5]。

## 駅構造
ホーム2面2線の交換可能駅であった。揖斐線では当駅以外に尻毛駅と美濃北方駅が交換可能駅であったが、この2駅は上り線が片側分岐する形態であったのに対し、当駅は上下線ともY字に分岐する形態をとっていた。

### 配線図
| ← 黒野方面 | 政田駅 構内配線略図 | → 忠節方面 |
| 凡例 出典: |                     |            |

## 利用状況
- 『名古屋鉄道百年史』によると1992年度当時の1日平均乗降人員は616人であり、この値は岐阜市内線均一運賃区間内各駅（岐阜市内線・田神線・美濃町線徹明町駅 - 琴塚駅間）を除く名鉄全駅（342駅）中263位、 揖斐線・谷汲線（24駅）中7位であった[1]。

## 近隣施設

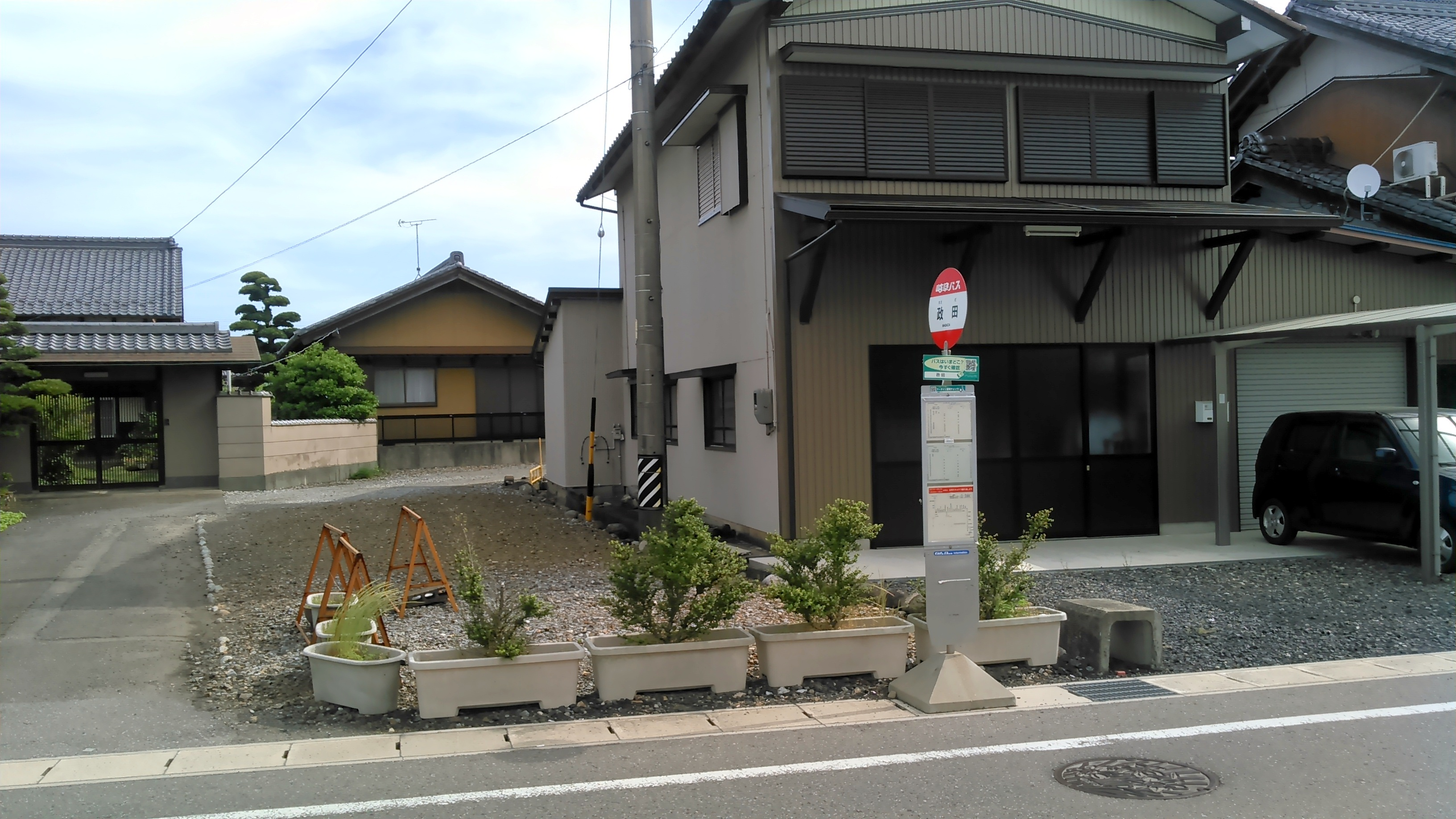
岐阜バス・政田バス停
（2017年5月撮影）

- 真正郵便局
- 岐阜バス・政田バス停（代替交通手段）

## 隣の駅
名古屋鉄道
揖斐線
真桑駅 - 政田駅 - 下方駅